# Live MCMXCIII
Unter dem Namen Live MCMXCIII (röm. 1993) wurde die in diesem Jahr stattfindende, kurzzeitige Wiedervereinigung der US-amerikanischen Avantgarde-Rockband The Velvet Underground dokumentiert.

## Entstehungsgeschichte
Im Jahr 1971 war The Velvet Underground faktisch aufgelöst: Mit Maureen Tucker und Sterling Morrison waren die letzten beiden Mitglieder der klassischen Besetzung ausgestiegen. In den folgenden Jahren verfolgten John Cale und Lou Reed zunächst ihre Solokarrieren.
In den 1980er Jahren erlebte die Musik der frühen Velvet Underground ihre Renaissance; viele Künstler von David Bowie bis Bauhaus nannten die Band als Inspirationsquelle. Als Andy Warhol, der frühere Förderer der Band, 1987 verstorben war, begannen Reed und Cale erstmals nach 19 Jahren wieder zusammenzuarbeiten; 1990 erschien der Liedzyklus Songs for Drella als eine musikalische Biografie, die im gleichen Jahr auch aufgeführt wurde.
1990 spielten die vier Musiker anlässlich einer Warhol-Ausstellung erstmals seit 1968 wieder zusammen, 1992 folgten zwei weitere Auftritte. Aus der neuerlichen Zusammenarbeit erwuchs der Vorschlag für ein Comeback in der „klassischen“ Besetzung Reed, Cale, Morrison und Tucker. Doug Yule, der Cale ab 1968 ersetzt hatte und ab 1970 die Führung der Band übernommen hatte, wurde nicht einbezogen; später sagte dieser, er hätte aus familiären Gründen vermutlich ohnehin abgelehnt.
Auf der Tour wurden neben den alten Stücken auch einige neue Kompositionen gespielt, unter anderem Velvet Nursery Rhyme, das die Wiedervereinigung der Band thematisierte, und das von Reed und Cale geschriebene Coyote.
Die Bandmitglieder hatten in Interviews mehrfach betont, dass die Tournee keine Grundlage für eine erneute dauerhafte Zusammenarbeit sein sollte. Diese war tatsächlich nur von kurzer Dauer, da die alten Streitigkeiten innerhalb der Band bald wieder aufflammten; so bezeichnete Reeds damalige Ehefrau Sylvia die anderen Bandmitglieder öffentlich als „Lous Begleitband“. Das letzte Konzert der Tournee, die erstmals in der Geschichte der Velvet Underground durch Europa führte, spielte die Band am 9. Juli 1993 als Vorband von U2.

## Formate
Die Aufnahmen auf Live MCMXCIII stammen von den ersten drei Konzerten im Olympia in Paris. Es wurden sowohl Audio- als auch Videomitschnitte gemacht; erstere erschienen als Einzel- und Doppel-CD sowie Doppel-Kassette. Die Videomitschnitte erschienen zunächst auf VHS-Kassette; 2006 wurden sie als DVD unter dem Namen Velvet Redux Live wiederveröffentlicht.

## Trackliste
Die Einzel-CD enthält eine Auswahl der Stücke der Doppel-CD, es gibt keine Unterschiede zwischen den Liedern auf beiden CDs. Die auch auf der Einzel-CD enthaltenen Stücke sind im Folgenden mit * gekennzeichnet. Die Trackliste der Doppel-Kassette entspricht der der Doppel-CD.

### Audio
CD 1:
1. We're Gonna Have a Real Good Time Together
2. Venus in Furs *
3. Guess I'm Falling in Love
4. After Hours *
5. All Tomorrow's Parties *
6. Some Kinda Love *
7. I'll Be Your Mirror
8. Beginning to See the Light
9. The Gift *
10. I Heard Her Call My Name
11. Femme Fatale

CD 2:
1. Hey Mr. Rain
2. Sweet Jane *
3. Velvet Nursery Rhyme
4. White Light/White Heat
5. I'm Sticking with You
6. The Black Angel's Death Song
7. Rock and Roll *
8. I Can't Stand It
9. I’m Waiting for the Man *
10. Heroin *
11. Pale Blue Eyes *
12. Coyote

### Video
1. Venus In Furs
2. White Light/White Heat
3. Beginning To See The Light
4. Soma Kinda Love
5. Femme Fatale
6. Hey Mr. Rain
7. I'm Sticking With You
8. I Heard Her Call My Name
9. I'll Be Your Mirror
10. Rock and Roll
11. Sweet Jane
12. I'm Waiting For The Man
13. Heroin
14. Pale Blue Eyes
15. Coyote